# Fino all'ultimo respiro
Fino all'ultimo respiro (À bout de souffle) è un film del 1960 scritto e diretto da Jean-Luc Godard, considerato il film manifesto della Nouvelle Vague.

## Trama
(Patrizia)
Michel Poiccard, ladro e truffatore, mette a segno un colpo a Marsiglia, rubando un'automobile. Dopo aver lasciato la città, viene inseguito da un poliziotto per eccesso di velocità. Dopo aver cercato inutilmente di nascondersi e dopo aver accidentalmente rinvenuto una pistola nell'auto rubata, Michel uccide il poliziotto per non essere arrestato.
Tornato a Parigi per affari con l'intenzione poi di fuggire in Italia, ritrova Patricia, una studentessa americana di cui si era innamorato e che vorrebbe portare con sé in Italia. Le rivela pian piano la sua condotta delinquenziale e le fa capire che la sogna al suo fianco anche come complice della sua vita spericolata, nella quale "il dolore è un compromesso". Lei, pur ricambiando l'amore, cerca di allontanarsi da Michel, poiché lo ritiene troppo sfrenato.
Michel, accompagnato da Patricia, continua la sua vita all'ultimo respiro, rubando soldi e auto, fumando e leggendo France Soir, da cui apprende di essere braccato dalla polizia, che è ormai sulle sue tracce. Michel cerca quindi di fuggire, insistendo perché la ragazza lo segua in Italia, ma Patricia, pur se inizialmente appare innamorata e propensa a seguirlo, alla fine decide di denunciarlo. Inseguito dalla polizia, Michel viene colpito da un proiettile e muore proprio sotto gli occhi della ragazza.

## Produzione

### Regia
Opera prima di Jean-Luc Godard, viene considerato uno dei suoi capolavori e manifesto della Nouvelle Vague (l'anno prima uscirono I 400 colpi e Hiroshima mon amour). Di fatto la destrutturazione delle regole della tradizionale narrazione filmica per permettervi l'irruzione della realtà di un mondo in cambiamento, i film a budget ridotto, girati in pochi giorni (60), con ciò che tale novità comportava in termini di libertà espressiva e autonomia dalle imposizioni della produzione, le innovazioni del linguaggio e delle tecniche erano destinati ad esercitare un impatto permanente sui decenni successivi.
Con Fino all'ultimo respiro Godard ha reinventato il linguaggio cinematografico: il regista prendeva le decisioni di giorno in giorno, dopo aver visto i giornalieri, e in questo modo si ritrovava a non usare il cavalletto, a realizzare lunghe carrellate senza binari e a riprendere Jean-Paul Belmondo e Jean Seberg lungo gli Champs-Élysées con una macchina da presa, la Cameflex, nascosta in una bicicletta.

### Sceneggiatura
La sceneggiatura approssimativa, molto esile, nata da un soggetto di François Truffaut (ispirato da un fatto di cronaca), fu frettolosamente rielaborata per convincere il produttore Georges de Beauregard a finanziare il film. Ampio spazio viene lasciato all'improvvisazione degli attori e all'influenza dell'ambiente, come indicato da Dziga Vertov nel suo manifesto Kinoki.

### Cast
Il film lancia la carriera dei due protagonisti, Jean-Paul Belmondo e Jean Seberg, la quale diventa l'attrice simbolo della Nouvelle Vague francese. Inoltre il regista francese Jean-Pierre Melville interpreta la parte dello scrittore Parvulesco, mentre Jean-Luc Godard appare nel film nei panni di un passante che riconosce, guardando la sua foto sul giornale della sera, il viso del protagonista, ricercato per omicidio. Da notare inoltre che il nome di László Kovács era già stato usato da Jean-Paul Belmondo nel film A doppia mandata.

### Riprese
Il film fu girato dal 17 agosto al 15 settembre 1959 a Parigi e a Marsiglia, con un budget di 45 milioni di franchi.

## Critica
Parte della critica accusò il film di anteporre l'intento polemico contro le esauste convenzioni cinematografiche dell'epoca, all'espressione di contenuti realmente nuovi (a partire dall'esilità del soggetto). Vi fu chi scrisse: "La rivolta di Fino all'ultimo respiro è poco più di uno sberleffo, un atto di opaca e rinunciataria derisione. [...] Prima o poi anche Godard verrà archiviato come un capitolo chiuso, in attesa di nuove scoperte".
Susan Sontag ha paragonato l'impatto eversivo di questo film sul tradizionale linguaggio cinematografico a quello delle opere di James Joyce e Igor Stravinskij sulle rispettive discipline. L'insistito omaggio ad Humphrey Bogart, e la dedica iniziale alla Monogram, piccola casa americana che produce film di serie B, come pure gli evidenti riferimenti al poliziesco americano degli anni cinquanta, in questa ottica sono l'equivalente delle melodie della tradizione russa che riaffiorano in strutture ritmiche e tonali radicalmente rinnovate in Le sacre du Printemps o Petrushka.

### Innovazioni stilistiche controcorrente
Questo film si può considerare il manifesto della Nouvelle Vague. Sin dall'inizio si presenta come un film con procedure di messa in scena complesse e contraddittorie. Il regista crea un personaggio contraddittorio che contemporaneamente cerca l'autenticità e si rifà a modelli immaginari del cinema (Bogart e il noir americano). Altra contraddizione subito evidente sta nel fatto che Godard vuole lavorare allo stesso tempo sull'autenticità del mondo, senza manipolare l'immagine filmica, ma realizzando una messa in scena molto complessa ed elaborata.
Ci troviamo di fronte ad un testo conflittuale che attesta il rifiuto da parte di Godard delle regole del cinema classico, un rifiuto che pervade profondamente il film. Nella seconda sequenza questi aspetti vengono messi in luce maggiormente, a partire dalla messa in scena. Le inquadrature di Michel alla guida vengono effettuate dal sedile posteriore dell'auto (da Coutard, direttore della fotografia). Sono realizzate con luce naturale, neutra, per consentire una resa più autentica dell'immagine filmica. È una tecnica innovativa, sicuramente controcorrente nei confronti del cinema classico che prediligeva, per situazioni simili, la retro-proiezione.
Un'altra scelta particolare consiste nel fatto che spesso Michel si rivolge alla macchina da presa, direttamente allo spettatore. In questo modo la macchina filmica e la finzione vengono evidenziate: Godard ricorda allo spettatore di essere al cinema, rompendo il rapporto di identificazione dello spettatore nel personaggio. Anche il montaggio presenta aspetti interessanti. Il regista non usa i raccordi solitamente adottati nel cinema classico per correlare le inquadrature, ma taglia queste ultime, giustapponendole: i cosiddetti Jump-Cut, che rompono la continuità di ciò che stiamo guardando creando una dinamica del vedere più libera e aggressiva (svecchiando le tecniche del cinema classico). Tutto ciò è in linea con la volontà provocatoria dell'avanguardia.
Godard, inoltre, per tutto il film attiva una sottrazione della drammaticità, evidenziando ciò che il cinema aveva sempre trascurato: l'irrilevante. Il regista trasforma l'irrilevante, appunto, in evento. Ad esempio, mentre il momento della morte dell'agente di polizia ad inizio film passa velocissimo (come la stessa morte di Michel alla fine), al dialogo “superfluo” tra Michel e Patricia nella camera d'albergo sono dedicati ben 20 minuti del film. Anche attraverso l'uso di piani sequenza Godard sottolinea l'innovazione del suo cinema e, allo stesso tempo, il rifiuto di quello classico e la sua volontà di re-inventarlo.

## Riconoscimenti
- Festival di Berlino
  - 1960 - Festival internazionale del cinema di Berlino
  - Orso d'argento per il miglior regista
- Premio Jean Vigo
  - 1960 - Miglior film

## Remake
Nel 1983 è stato realizzato un remake, con Richard Gere nella parte che fu di Jean-Paul Belmondo, intitolato All'ultimo respiro.
Nel 2017, è apparsa su Topolino una parodia del film (Intrigo a Parigi) dove i ruoli di Michel e Patricia sono interpretati da Gambadilegno e Trudy.